# Синдром Петра Пана
Синдром Петра Пана описује неспособност особе да прихвати старост и да у зрелом добу настави адолесцентско понашање. Овај синдром се јавља код људи који не желе или не осећају прилику да одрасту, остају деца са телом одрасле особе. Они не знају како или уопште не желе да престану да буду деца.  Израз потиче од књижевног лика детета Петера Пана, који никада не стари.  Иако се чешће јавља код мушкараца, може се јавити и код жена. 
Неке одлике овог поремећаја су неспособност појединаца да преузму одговорност и обавезе на себе или да испуне своја обећања, прекомерна брига за изглед и лично благостање и недостатак самопоуздања, иако то ретко показују и чини се да је сасвим супротно. Такође, стално мењају партнере и труде се да изгледају млађе. „Кад год веза почне да захтева висок ниво посвећености и одговорности, они се плаше и прекидају је. Везе са млађим женама имају предност што живе свакодневно без икаквих брига, а укључују и мање будућих планова, а тиме и мање одговорности “. 
Хумбелина Роблес Ортега, професор личности, процене и психолошког третмана на Универзитету у Гранади, синдром повезује са презаштитничким родитељима и недостатком животних вештина које стварају анксиозност у одраслој доби.  
Иако слично представљени, постоје карактеристичне разлике између Петер Пан синдрома и Пуер аетернус („вечито дете“). 
Концепт одраслих који се изјашњавају као малолетници и адолесценти познат је као трансагеизам, који је направљен по узору на трансродност. Светска здравствена организација не препознаје синдром Петра Пана.

## Историја
Концепт је стекао популарност кроз психоаналитичара др. Дан Кајли у својој књизи Петер Пан Синдром: Човеко који никад не одрасте, први пут објављеној 1983. године. Његова књига постала је међународни бестселер и довела је до таласа сличних књига о поп психологији. Др Кајли је идеју за „синдром Питера Пана“ добила након што је то приметила, попут чувеног лика у представи Ј.М. Бари, многи проблематични тинејџери које је лечила, имали су проблема са одрастањем и прихватањем одговорности одраслих. Ови проблеми наставили су се и у одраслом добу. 